# Jean-Jacques Behm
Jean-Jacques Behm, né le 4 mai 1942 à Lyon, est un athlète français, spécialiste du 400 mètres haies. Il a effectué son service militaire au Bataillon de Joinville (GSIJ : Groupement Sportif Interarmées de Joinville), classe 64/2C. Habituel speaker de tous les meetings de Lyon et de sa région, il officie chaque année au meeting des 1000 m à Caluire ainsi qu'au meeting international Quatrache Tarare.
Il a été président du club d'athlétisme EOL (Entente Ouest Lyonnais).

## Palmarès
- 20 sélections en Équipe de France A
- Il a détenu le Record de France du 400 mètres haies en 1964 dans le temps de 50 s 8[3].
- Il participe aux Jeux olympiques de Tokyo en 1964.
- Il termine 7e du 400 m haies des Championnats d'Europe de 1966 à Budapest.

Championnats de France Élite :
- - 1er et Champion de France du 400 m haies en 1964 à Colombes en 50 s 8 (NRF).

## Carrière sportive

### Sélections internationales
| Sélections en Equipe de France | Sélections en Equipe de France      | Sélections en Equipe de France | Sélections en Equipe de France | Sélections en Equipe de France | Sélections en Equipe de France | Sélections en Equipe de France | Sélections en Equipe de France | Sélections en Equipe de France |
| Année                          | Compétition                         | Catg.                          | Epreuve                        | Place                          | Performance                    | Date                           | Lieu                           | Remarque                       |
| ------------------------------ | ----------------------------------- | ------------------------------ | ------------------------------ | ------------------------------ | ------------------------------ | ------------------------------ | ------------------------------ | ------------------------------ |
| 1963                           | France - Pays-Bas                   | Senior                         | 400 m haies                    | 2e                             | 53 s 6                         | 21-juil.                       | Versailles                     |                                |
| 1964                           | France - Italie                     | Senior                         | 400 m haies                    | 2e                             | 51 s 6                         | 18-juil.                       | Annecy                         |                                |
| 1964                           | France - Suisse                     | Senior                         | 400 m haies                    | 1er                            | 52 s 2                         | 15-août                        | Chalon-sur-Saône               |                                |
| 1964                           | Benelux - France                    | Senior                         | 400 m haies                    | 3e                             | 53 s 9                         | 29-août                        | Ville de Bruxelles             |                                |
| 1964                           | Grande Bretagne - France            | Senior                         | 400 m haies                    | 3e                             | 52 s 6                         | 11-sept.                       | Londres                        |                                |
| 1964                           | Jeux Olympiques                     | Senior                         | 400 m haies                    | 4e                             | 52 s 2                         | 14-oct.                        | Tokyo                          | En série                       |
| 1965                           | France - Benelux                    | Senior                         | 400 m haies                    | 3e                             | 54 s 4                         | 10-juil.                       | Paris Charléty                 |                                |
| 1965                           | Suisse - France                     | Senior                         | 4 x 400 m                      | 1er                            | 3 min 12 s 6                   | 14-août                        | La Chaux-de-Fonds              |                                |
| 1965                           | France - Tchécoslovaquie            | Senior                         | 4 x 400 m                      | 1er                            | 3 min 12 s 4                   | 3-sept.                        | Paris Charléty                 |                                |
| 1965                           | France - Tchécoslovaquie            | Senior                         | 400 m haies                    | 2e                             | 52 s 2                         | 3-sept.                        | Paris Charléty                 |                                |
| 1965                           | France - URSS                       | Senior                         | 400 m haies                    | 4e                             | 52 s 4                         | 2-oct.                         | Colombes                       |                                |
| 1966                           | Allemagne de l'Ouest - France       | Senior                         | 400 m haies                    | 2e                             | 50 s 6                         | 9-juil.                        | Berlin                         |                                |
| 1966                           | Allemagne de l'Ouest - France       | Senior                         | 4 x 400 m                      | 2e                             | 3 min 09 s 1                   | 9-juil.                        | Berlin                         |                                |
| 1966                           | Tchécoslovaquie - France            | Senior                         | 400 m haies                    | 2e                             | 51 s 1                         | 13-août                        | Prague                         |                                |
| 1966                           | Championnats d'Europe               | Senior                         | 400 m haies                    | 7e                             | 51 s 3                         | 30-août                        | Budapest                       | 50''7 en 1/2 finale            |
| 1966                           | URSS - France                       | Senior                         | 400 m haies                    | 2e                             | 50 s 9                         | 17-sept.                       | Kiev                           |                                |
| 1966                           | France - Finlande - Grande-Bretagne | Senior                         | 400 m haies                    | 2e                             | 51 s 8                         | 1-oct.                         | Colombes                       |                                |
| 1967                           | France - Espagne                    | Senior                         | 4 x 400 m                      | 2e                             | 3 min 12 s 6                   | 12-août                        | Bayonne                        |                                |
| 1968                           | Espagne - France                    | Senior                         | 400 m haies                    | 3e                             | 52 s 7                         | 20-juil.                       | La Corogne                     |                                |
| 1968                           | Suède - France                      | Senior                         | 400 m haies                    | 5e                             | 52 s 5                         | 7-sept.                        | Stockholm                      |                                |
| 1968                           | Portugal - France                   | Senior                         | 400 m haies                    | 1er                            | 52 s 3                         | 28-sept.                       | Lisbonne                       |                                |
| 1972                           | Suisse - France                     | Senior                         | 400 m haies                    | 5e                             | 52 s 3                         | 8-juil.                        | Bâle                           |                                |

### Championnats de France
| Résultats aux Championnats de France | Résultats aux Championnats de France | Résultats aux Championnats de France | Résultats aux Championnats de France | Résultats aux Championnats de France | Résultats aux Championnats de France | Résultats aux Championnats de France | Résultats aux Championnats de France     | Résultats aux Championnats de France |
| Année                                | Championnats                         | Catg.                                | Epreuve                              | Place                                | Perf.                                | Date                                 | Lieu                                     | Remarque                             |
| ------------------------------------ | ------------------------------------ | ------------------------------------ | ------------------------------------ | ------------------------------------ | ------------------------------------ | ------------------------------------ | ---------------------------------------- | ------------------------------------ |
| 1964                                 | Elite piste                          | Senior                               | 400 m haies                          | 1er                                  | 50 s 8                               | 24-juil.                             | Colombes, Stade olympique Yves-du-Manoir | Record de France                     |
| 1965                                 | Elite piste                          | Senior                               | 400 m haies                          | 2e                                   | 51 s 3                               | 24-juil.                             | Colombes, Stade olympique Yves-du-Manoir |                                      |
| 1966                                 | Elite piste                          | Senior                               | 400 m haies                          | 2e                                   | 50 s 6                               | 23-juil.                             | Colombes, Stade olympique Yves-du-Manoir |                                      |
| 1968                                 | Elite piste                          | Senior                               | 400 m haies                          | 2e                                   | 51 s 4                               | 27-juil.                             | Colombes, Stade olympique Yves-du-Manoir |                                      |
| 1972                                 | Elite piste                          | Senior                               | 400 m haies                          | 5e                                   | 51 s 9                               | 21-juil.                             | Colombes, Stade olympique Yves-du-Manoir |                                      |

### Bilans annuels nationaux
| Classements dans les 10 premiers | Classements dans les 10 premiers | Classements dans les 10 premiers | Classements dans les 10 premiers | Classements dans les 10 premiers | Classements dans les 10 premiers | Classements dans les 10 premiers | Classements dans les 10 premiers | Classements dans les 10 premiers |
| Année                            | Club                             | Catégorie                        | Epreuve                          | Rang                             | Performance                      | Date                             | Lieu                             | Remarque                         |
| -------------------------------- | -------------------------------- | -------------------------------- | -------------------------------- | -------------------------------- | -------------------------------- | -------------------------------- | -------------------------------- | -------------------------------- |
| 1963                             | ASU Lyon                         | Senior                           | 400 m haies                      | 7e                               | 53 s 4                           | 2-juin                           | Paris Charléty                   |                                  |
| 1964                             | ASU Lyon                         | Senior                           | 400 m haies                      | 1er                              | 50 s 8                           | 26-juil.                         | Colombes                         |                                  |
| 1965                             | ASU Lyon                         | Senior                           | 400 m haies                      | 3e                               | 51 s 3                           | 25-juil.                         | Colombes                         |                                  |
| 1966                             | ASU Lyon                         | Senior                           | 400 m                            | 5e                               | 47 s 5                           | 15-mai                           | Annecy                           |                                  |
| 1966                             | ASU Lyon                         | Senior                           | 400 m haies                      | 2e                               | 50 s 5                           | 1-juil.                          | Paris Charléty                   |                                  |
| 1967                             | ASU Lyon                         | Senior                           | 400 m haies                      | 4e                               | 51 s 3                           | 14-juil.                         | Paris Jean-Bouin                 |                                  |
| 1968                             | ASU Lyon                         | Senior                           | 400 m haies                      | 3e                               | 51 s 1                           | 31-août                          | Font-Romeu                       |                                  |
| 1972                             | ASU Lyon                         | Senior                           | 400 m haies                      | 7e                               | 51 s 9                           | 23-juil.                         | Colombes                         |                                  |

### Meilleures performances
| Meilleures performances personnelles | Meilleures performances personnelles | Meilleures performances personnelles | Meilleures performances personnelles | Meilleures performances personnelles | Meilleures performances personnelles | Meilleures performances personnelles | Meilleures performances personnelles | Meilleures performances personnelles |
| Année                                | Club                                 | Catégorie                            | Epreuve                              | Rang                                 | Performance                          | Date                                 | Lieu                                 | Remarque                             |
| ------------------------------------ | ------------------------------------ | ------------------------------------ | ------------------------------------ | ------------------------------------ | ------------------------------------ | ------------------------------------ | ------------------------------------ | ------------------------------------ |
| 1964                                 | ASU Lyon                             | Senior                               | 200 m                                | 34e                                  | 22 s 0                               | 20-juin                              | Lyon                                 |                                      |
| 1966                                 | ASU Lyon                             | Senior                               | 110 m haies                          | 25e                                  | 15 s 0                               | 17-avril                             | Lyon                                 |                                      |
| 1966                                 | ASU Lyon                             | Senior                               | 400 m haies                          | 2e                                   | 50 s 5                               | 1-juil.                              | Paris Charléty                       |                                      |
| 1966                                 | ASU Lyon                             | Senior                               | 400 m                                | 5e                                   | 47 s 5                               | 15-mai                               | Annecy                               |                                      |
| 1973                                 | Amplepuis Tarare Thizy AC            | Senior                               | 200 m haies                          | 14e                                  | 24 s 8                               | 28-juil.                             | Chambéry                             | 31 ans                               |